# Måsøy
Måsøy (en sami septentrional: Muosát; en kven: Moseija) és un municipi situat al comtat de Finnmark, Noruega. El centre administratiu del municipi és el poble de Havøysund, i inclou altres nuclis de població escampats arreu del municipi. El municipi es troba al continent, així com en diverses illes.
El municipi inclou el far i el pont més septentrionals del món. La torre més alta als països escandinaus, el radiotransmissor Ingøy de 362 metres, es troba a l'illa d'Ingøya. El vaixell exprés costaner de Hurtigruten s'atura al poble de Havøysund diàriament. Els pobles de Måsøy estan connectats amb carretera, encara que sovint bloquejada per la neu a l'hivern.

## Informació general
La ciutat de Hammerfest i la vasta zona rural circumdant de la ciutat es va establir com a municipi l'1 de gener de 1838. Poc després, el districte nord (població: 498) es va separar per esdevenir el nou municipi de Maasøe, nom que posteriorment canvià a Måsøy.

### Nom
El primer element és Mas que significa "gavina" i l'últim element és øi que significa "illa". Anteriorment, el poble de Måsøy era el centre administratiu, ja que la principal església de Måsøy es troba allà, per la qual cosa va esdevenir el nom del municipi. Abans del 1918, el nom va ser escrit Maasøe o maaso.

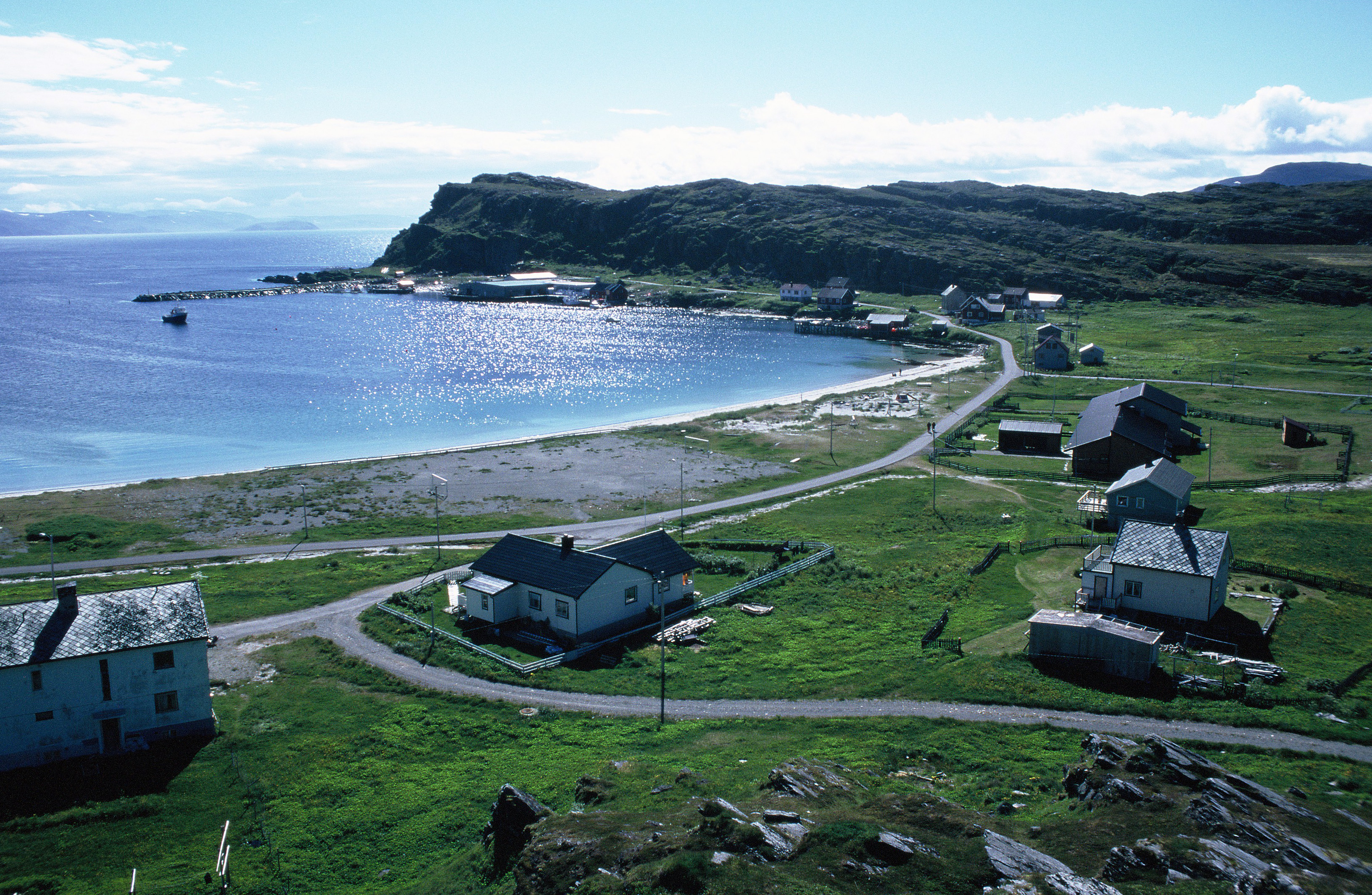
Poble de Masoy

### Escut d'armes
L'escut d'armes és modern. Se'ls hi va concedir el 7 de setembre de 1984. Els braços mostren un arpó de pesca de color groc daurat sobre un fons vermell. Aquests garfis de pesca s'han utilitzat durant molts segles al municipi per transportar peixos de grans dimensions als vaixells. El dispositiu està fet d'un tros gran de fusta amb un ganxo d'os o metall. L'eina va ser triada com un símbol de la importància de la pesca per al municipi.

### Esglésies
L'Església de Noruega té una parròquia (sokn) dins del municipi de Måsøy. És part del deganat de Hammerfest a la Diòcesi de Nord-Hålogaland.
| Parròquia (sokn) | Nom de l'església     | Localització | Any de construcció |
| ---------------- | --------------------- | ------------ | ------------------ |
| Måsøy            | Capella de Gunnarnes  | Rolvsøya     | 1986               |
| Måsøy            | Església de Havøysund | Havøysund    | 1961               |
| Måsøy            | Església d'Ingøy      | Ingøy        | 1957               |
| Måsøy            | Església de Måsøy     | Måsøya       | 1953               |
| Måsøy            | Capella deSlotten     | Slåtten      | 1965               |